# Aloe haworthioides x descoingsii
Aloe haworthioides x descoingsii é uma espécie de liliopsida do gênero Aloe, pertencente à família Asphodelaceae.